# وام بدون حق رجوع
وام بدون حق رجوع، (به انگلیسی: Non Recourse Loan) شیوه‌ای از استقراض است، که در آن قرض‌گیرنده (موجر در اجاره به شرط تملیک) برای بازپس‌دهی وام خود تعهدی بیش از وثیقه وام ندارد. بنابراین چنان‌چه وام‌گیرنده در پرداخت اقساط وام متوقف شود، وام‌دهنده تنها حق فروش وثیقه وام را دارد. در این حالت حتی اگر وثیقه تکافو وام را نکند، دینی به گردن وام‌گیرنده (بدهکار) باقی نخواهد ماند. به عبارتی وام‌دهنده با پذیرش وثیقه حق رجوع خود به وام‌گیرنده را ساقط کرده است. قرض‌دهنده انتظار دارد، که بازپرداخت وام، از طریق مستأجر یا از محل ارزش تجهیزات مورد اجاره، صورت پذیرد. بنابراین تصمیم وی برای قرض دادن یا ندادن، بر مبنای درجه اعتباری مستأجر یا ارزش تجهیزات مورد اجاره قرار دارد.